# Drie broers (Riga)
De Drie broers (Lets: Trīs brāļi) is een complex van drie huizen gelegen aan de Maza Pilsstraat (Lets: Mazā Pils iela) 17, 19 en 21 in Riga. De drie gebouwen stammen uit verschillende periodes en laten de ontwikkeling van de constructie van woonhuizen in de stad zien. De naam verwijst naar een soortgelijk complex in Tallinn dat bekendstond als de Drie zusters.
Het gebouw rechts (op nummer 17) dateert van rond 1500 en is het oudste bakstenen huis van Riga. De handelsbetrekkingen die de stad in die tijd onderhield met de Nederlanden komen tot uitdrukking in de façade met haar trapgevel, gotische nissen en enkele details uit de renaissance.
Oorspronkelijk was er op de begane grond een enkele woonruimte met een grote haard, terwijl de zolder werd gebruikt om goederen op te slaan. In  1697 deed het huis dienst als bakkerij en werd daarvoor uitgebreid. Na de verwoestingen van de Tweede Wereldoorlog bracht een restauratie in de jaren vijftig van de twintigste eeuw het huis weer in oorspronkelijke staat.
Van het huis in het midden wordt al in 1403 melding gemaakt als de koster van de Jacobskerk er woont. In 1646 kreeg het een gevel die de invloed van het noordelijk maniërisme laat zien. In 1746 werd een stenen portaal toegevoegd. Het derde huis kreeg zijn huidige barokke uiterlijk aan het einde van de zeventiende eeuw. Dit smalle gebouw deed dienst als kantoor.
Tegenwoordig is het Lets architectuurmuseum in het complex gevestigd.

## Afbeeldingen

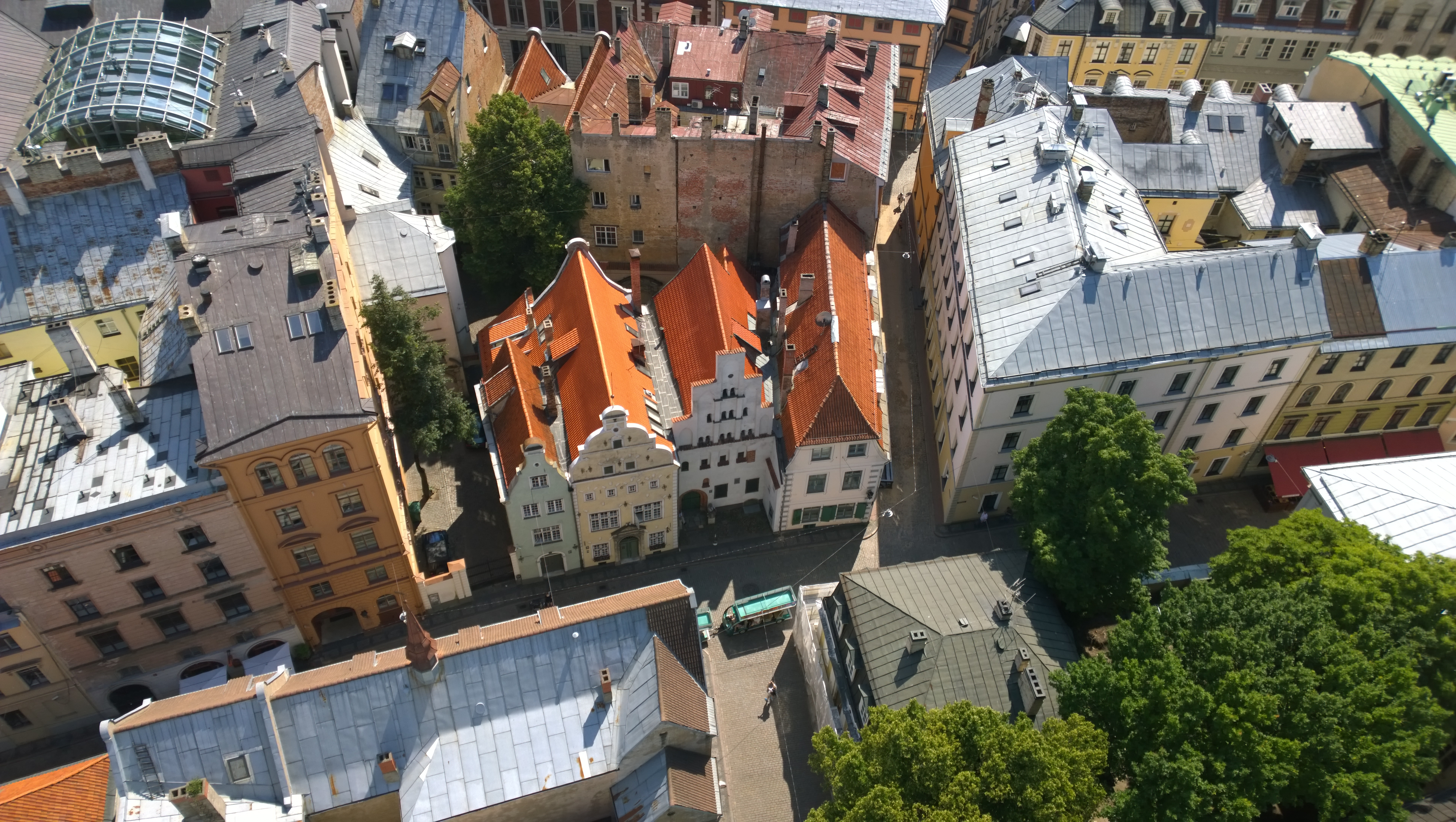
Luchtfoto
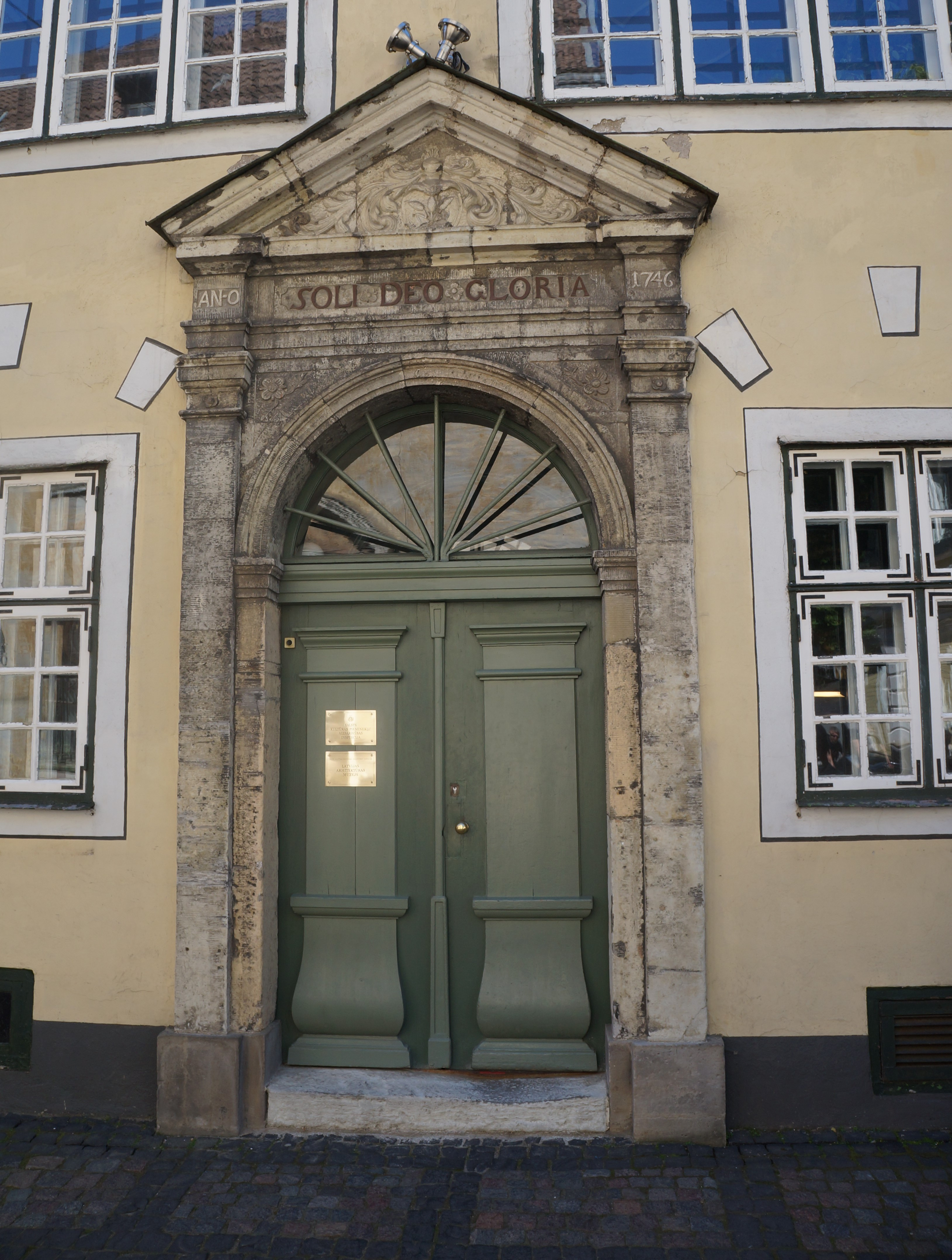
'Portaal van het middelste huis